# Рассел, Джон (политик)
Джон Рассел, 1-й граф Рассел (18 августа 1792[…], Мейфэр, Большой Лондон — 28 мая 1878[…], Пембрук-лодж, Большой Лондон) — британский государственный деятель, премьер-министр Великобритании в 1846—1852 и 1865—1866 годах, лидер вигов. Дед философа Бертрана Рассела.

## Биография
Младший сын 6-го герцога Бедфорда, поэтому до 1861 был известен под титулом учтивости лорд Джон Рассел. Обучался в Вестминстерской школе и Университете Эдинбурга (который, правда, не закончил).

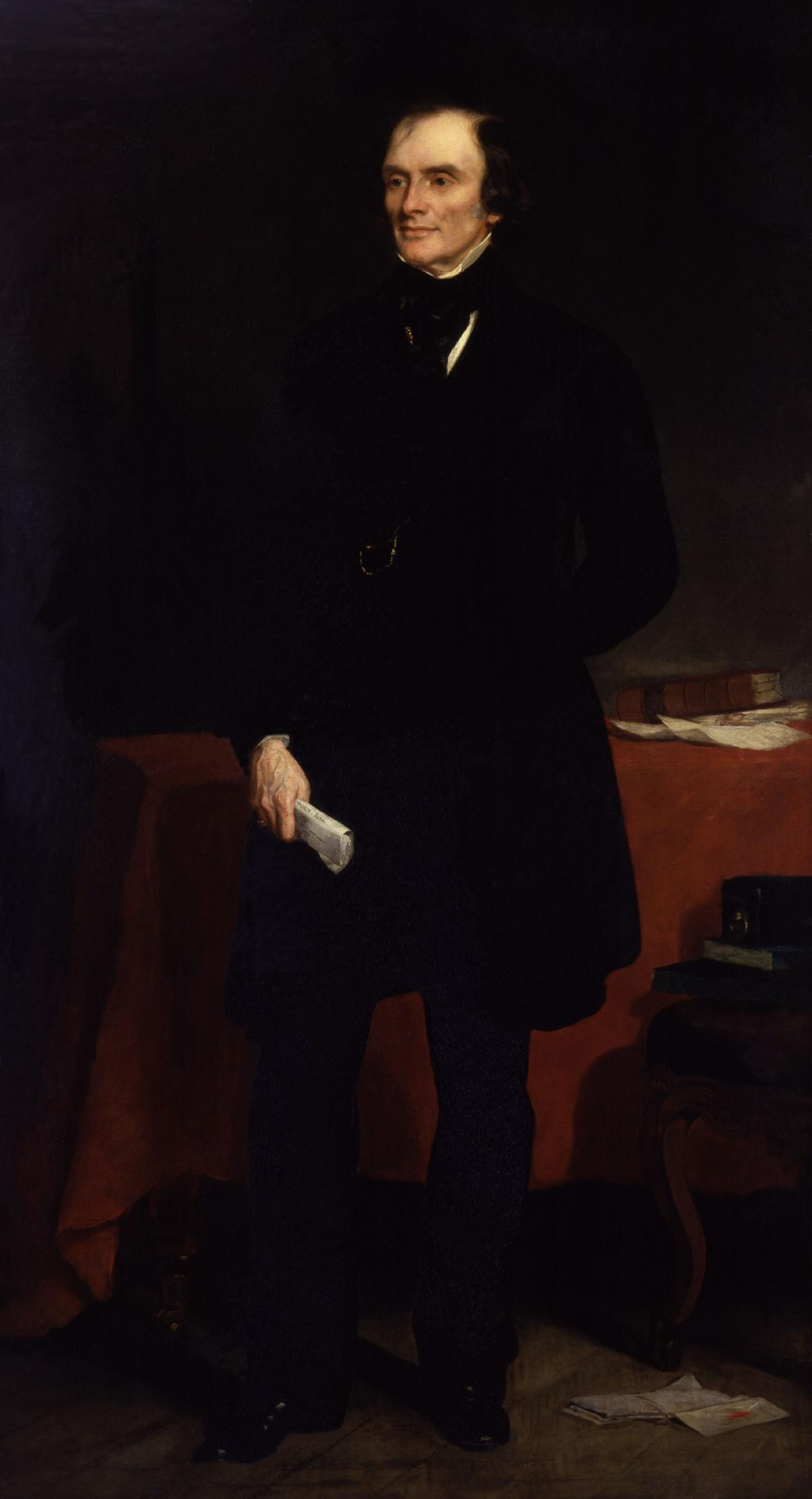
Рассел в 1853 году

В 1813 году попал в парламент как виг. В вигских правительствах он занимал посты министра внутренних и иностранных дел. В 1828 году он внёс на рассмотрение парламента предложение об отмене т. н. тест-актов, в 1831 году — первый проект парламентской реформы. Будучи министром внутренних дел, осуществил первую реформу городского самоуправления в 1835 году. 
В 1846–1852 годах премьер-министр. Несмотря на разногласия в кабинете, провёл фабричный закон, ограничивший рабочее время для женщин и детей (1847), акт о здравоохранении (1847), отменил Навигационный акт (1849). Выступал за подавление радикального крыла ирландского национального движения и чартистов в 1848 году.
В 1859—1865 годах снова был министром иностранных дел в правительстве Палмерстона. В 1861 году получил титулы граф Рассел и виконт Амберли и перешёл в палату лордов.
Его иностранная политика носила отпечаток идеализма, не вполне согласованного с политикой Палмерстона; Рассел сочувствовал освободительному движению в Италии и польскому восстанию 1863 года. Безрезультатным оказалось его предложение посредничества в американской гражданской войне.
После смерти Палмерстона, в 1865 году, Рассел стал премьером и передал министерство иностранных дел графу Кларендону. Гладстоновский проект парламентской реформы, внесенный в парламент в сессию 1866 года и никого не удовлетворивший, привел к падению всего кабинета. С тех пор Рассел не занимал никакой общественной должности, хотя принимал деятельное участие в дебатах палаты лордов.
Малоизвестен тот факт, что назначив пенсию 200 фунтов стерлингов в год британскому писателю Уильяму Карлтону, Рассел буквально спас литератора от голодной смерти.